# 布吕根
布吕根（Bryggen，意为码头），又名“德国码头”（Tyskebryggen），是排列在挪威卑尔根峡湾东侧的一系列汉萨同盟商业建筑。布吕根自1979年被联合国教科文组织列为世界文化遗产，當前布呂根則擁有博物館、，纪念品店、商店、餐館和酒吧等設施，其名称与比利时城市布鲁日为同一来源。

## 歷史
卑尔根市始建于1070年。布吕根为城市最古老的部分。1360年，汉萨同盟在此建立贸易站，卑尔根也发展成一个重要的贸易中心。布吕根的建筑物逐渐由汉萨商人接管。仓库装满货物，特别是来自挪威北部的鱼，以及来自欧洲的谷物。 
卑尔根在历史上经历过许多火灾，因為它的大部分傳統房屋上都是用木頭建造的。布吕根的部分地区毁于1955年火灾，後來則通過考古發掘，在火災現場發現了叫叫布呂根銘文的古代銘文，當前这銘文與火災受損的区域用于建设布呂根博物館。